# 程永
程永（15世紀—1456年），南直隸徽州府婺源縣梘溪人，明朝政治人物。

## 生平
景泰元年（1450年）庚午科應天鄉試舉人，五年（1454年）甲戌科進士，七年（1456年）在北京去世。妻子王氏，二十二歲嫁給程永，僅八月程永就上京赴考；程永去世後，王氏獨力撫養兒子，程永的母親患上足疾，就日夜不離扶持，寡居三十多年後獲婺源知縣旌表。

## 引用
1. ↑  光緒《婺源縣志·卷四·選舉志一》：景泰元年庚午應天鄉試 一百名……程永 見進士……景泰五年甲戌科孫賢榜 程永 梘溪人，書
2. ↑  《欽定古今圖書集成·明倫彙編·閨媛典·第一百三十卷·閨節部列傳十二》：程永妻王氏 王氏年二十二，嫁同邑程永，僅八月。永會試登進士第，沒於京。王年二十四，苦節撫子，姑患足疾，旦夕扶持不離。嫠居三十餘載，縣令以聞，旌表。